# Haram (együttes)
A Haram együttes 2004 nyarán alakult, Pg. 99, Majority Rule és Out Circuit tagokból. Első fellépésük 2005 januárjában volt és még ebben a hónapban megjelentették három számos demojukat is.
Első nagy lemezüket Jim Siegel vette fel Stoughton-ban, Massachusetts-ben és 2006-ban jelent meg. A Haram muzsikáját úgy jellemezhetnénk, mint több eltérő zenei stílus: a punk, az indie, és a zajos dolgok tökéletes egyveleg, és így méltán sorolhatjuk olyan zenekarok közé, mint a Sonic Youth vagy a Drive Like Jehu stb. 

## Tagok
- Matt Michel: vokál+gitár (további zenekara: Majority Rule)
- Mike Taylor: gitár (további zenekarai: Mannequin; Pg. 99; Pygmy Lush)
- Andy Gale: dob (további zenekara: Corn On Macabre; Out Circuit)
- Jeff Kane: basszusgitár (további zenekarai: City Of Caterpillar; Malady)
- Kevin Lamiell: basszusgitár (extag)

## Diszkográfia
- "demo" CDEP (saját kiadás; 2005)
- "self-titled" CD/LP (lovitt records; adagio830 LP europában; 2006; nyomási info: us: 550 fehéren; eu: 500 fekete)
- "drescher" CD/LP (lovitt records; adagio830; 2007; nyomási info: 250 sárga; 250 kék)